# Hyundai Genesis
Hyundai Genesis (Coreano: 현대 제네시스) é um sedan full size apresentado como um carro conceito no Salão Internacional de Automóveis de Nova York em 2007. Começou a ser comercializado em 2008, a partir de sua versão coupe. De acordo com o Vice-Presidente da Hyundai Kim Dong-jin, o nome Genesis é uma indicação de que o veículo é o primeiro de muitos carros de luxo que a empresa vai apresentar. O sedã Genesis é um sedan de luxo que foi projetado para competir com o BMW Série 5, Mercedes-Benz Classe E, Infiniti M, e Lexus GS.
Comercializado como Genesis nos os EUA e Canadá, o veículo é o maior e mais sofisticado carro que a Hyundai já tenha comercializado até o lançamento do Hyundai Equus. O modelo Genesis V6 tem um preço inicial nos EUA de $ 33,800, enquanto o modelo V8 começa nos 43,800 dólares, incluindo o custo de destino. Segundo o site atual Genesis da Hyundai Motor America, os motores vendidos nos EUA produzem 290 HP para o 3.8L V6 e 385 cv para o Tau 4.6L V8. A variante de 3.3L V6 264 cv (197 kW) não será vendido nos Estados Unidos.

## China
Vendido como Hyundai Rohens na China, a inauguração foi na Exposição Automóvel Internacional de Pequim de 2008. As vendas começaram em agosto de 2008. Na China, o nome semelhante "Geniss" foi registrado pela Nissan para a versão longa Nissan Livina, forçando a Hyundai a mudar o nome.

## Europa
De acordo com o porta-voz da Hyundai Oles Gadacz, o Genesis não será comercializado na Europa por causa da Lexus de para prosperar na Europa. De acordo com um artigo de setembro de 2007, em Tradingmarkets.com, "aos olhos dos compradores europeus de veículos de luxo, sedans da Hyundai foram percebidos como tendo uma má imagem e durabilidade confiável em comparação com seus rivais." "O lançamento planejado do Genesis vem em um momento em que a Hyundai está se esforçando para sacudir sua má imagem da marca, conhecida por garantias generosas e preços baixos".

## América Latina
Na América Latina, o Hyundai Genesis é vendido em Costa Rica, República Dominicana, Colômbia, Chile e Peru, oferecendo versões com motores de 3,3 e 3,8 litros, e no Brasil somente com o motor V6 de 3.8 litros (290cv).

## Galeria
- Primeira geração (2009-2014)
- Segunda geração (2015-2017)